# アトラスオオカブト属
アトラスオオカブト属（アトラスオオカブトぞく、学名：Chalcosoma）は、カブトムシ族 (Dynastini) に分類される昆虫の属の1つ。アメリカ大陸のオオカブト属 Dynastes に対して、東南アジアを中心に分布する。世界で3位、アジアで1位の体長を持つコーカサスオオカブトや、大量に輸入されているアトラスオオカブトなどが含まれる。3本の角と、光沢のある体、それに力が強く、闘争心が旺盛であることから、カブトムシの中でもとても人気のあるグループのひとつである。
学術名からカルコソマ属と呼ぶこともある。

## 成虫の形態
大型かつ長角型のオスの場合、角の先端から尾端まで長さは100〜120ミリに及ぶ。脚はいずれも長く、特に付節と爪が長大、鋭利に発達し、垂直かつ比較的直径の細い樹幹での歩行、付着能力に富む。
前胸背板後縁と上翅前縁は双方がナイフのように平たく鋭くとがっており、前中胸背関節を上方に反らせるとそれらが爪切りのような刃物として機能する。これはおもに天敵の霊長類に対する防衛手段と考えられている。人間が手などを挟まれると皮膚が切断されて出血することもあるほどである。

### 角
アトラスオオカブト属の最大の特徴は、3本の角であり、実際英名ではスリーホーンビートルと呼ばれる。頭角1本と、胸角2本からなり、胸角の間にも1本の突起がある。喧嘩の際には、頭角と胸角で挟み込むなどして、音が出るほど激しく組み合い、その迫力は並ではない。これも人気の高さの大きな要因となっている。

#### 角の変異
本属は体のサイズに必ずしも比例しない角の変異が著しい。体のサイズが大型でも角が痕跡程度の突起でしかない個体もいる（飼育下でよく発生する）。カブトムシの変異態では角の長い順に長角型、中角型、短角型と呼ぶこととなっているが、長角型では体長の半分程度、中角型では3,4分の1程、短角型ではただの突起のようにしか見えなかったり、極端な例では角のある部分が隆起しているだけの状態になっているものまである。また、コーカサスオオカブト以外では短角型の頭角の先端は3本に枝分かれする。
これらの変異は幼虫時の生育環境によるとされており、自然の環境を再現するのが困難な飼育下での繁殖では、思い描くような長角型を出すのは難しいとされており、腐葉土を使うなど、試行錯誤が続けられている。

#### 角による識別
コーカサスオオカブトとアトラスオオカブトを識別する一番簡単な方法は、頭角の突起を調べることである。頭角の突起には、尖ったものと山形の緩やかなものとの2種類があるが、コーカサスオオカブトは尖った方を有し、アトラスオオカブトは亜種によって、山形の突起があるか、何もないかである。ただし、ジャワコーカサスは両方備えており、一部では両種の雑種説も囁かれている。因みに、モーレンカンプオオカブトには尖った突起がある。

### 金属光沢
本属のオスは外皮の点刻を殆ど持たず、金属光沢を示す。
学名のChalcosomaは、Chalcoが青銅を、Somaが体を意味し、これは体の金属光沢からつけられたものである。この金属光沢は雄では顕著だが、雌では前胸部は表面が粗く、前翅にはエンガノオオカブト以外には毛が生えており、見られない。この体毛は各種によって生え方に若干の違いがあり、もともと似ている上に、判別の決め手となる頭角の突起の有無を確認できない雌においての数少ない識別方法となっている。また、モーレンカンプオオカブトの場合は前胸の形が異なることでも識別できる。
なお、メスは点刻が広く密集し微毛が多いため光沢は乏しい。

### 脚
前脚は長く、爪は鋭い。威嚇の際には前脚を振り回し、角を使うに及ばない相手であれば、前脚を使ってなぎ払う戦法をとる。力も強いため、手に乗せると爪が食い込み、出血の恐れがあり、また離すのも大変であるため、厳禁である。飼育下では十分な大きさの止まり木を用意することが難しく、マット上では長い脚を持て余して付節を失うことがよくある。

## 種
- コーカサスオオカブト Chalcosoma chiron
スマトラ島・ジャワ島・マレー半島・インドシナ半島などの標高1000m以上の山岳地帯に生息する。アジア最大のカブトムシとされ、角を含めた全長は130mmほどもある。3本の角と攻撃的な性質から人気も高い。Chalcosoma caucasusはシノニム。

- アトラスオオカブト Chalcosoma atlas Atlas beetle
インドからスラウェシ島まで広範囲に生息する。コーカサスオオカブトに体長などは劣るものの、知名度は引けをとらない。体長に占める角の長さのアベレージはコーカサスオオカブトを凌ぐ。大量に輸入されており、身近なカブトムシとなっているが、コーカサスよりも短命な傾向にある。

- モーレンカンプオオカブト（ボルネオオオカブト） Chalcosoma moellenkampi
カリマンタン島・ラウト島に生息する。大きさは10cmを超えることもあるが、体の幅が狭く対高があり、前胸部が三角形状で光沢がなく、そこから胸角が平行に伸びているなど、上の2種とは雰囲気が異なるため、簡単に区別することができる。

- エンガノオオカブト Chalcosoma engganensis
永井信二により2004年に記載された種で、エンガノ島に生息し、それまではコーカサスと混同されていた。河野和男が入手したタイプ標本の雄4頭、雌5頭のみが知られ、雄は小型や中型個体までしか紹介されなかったが、近年では日本に生体が輸入される機会が増え、大型個体の存在も確認された。カルコソマ属中最小種であり、体長は最大でも69mmほどの小型種で、大型雄個体の体型はコーカサスオオカブトに似ているが、胸角形状と伸び方はネシアアトラスのようにやや左右の間隔が狭く、それよりも細く短めに見える。脚部の棘が他三種ほど鋭くは無く、雌の前翅の体毛が薄く目立たないため、光沢がはっきりとしている。